# Haenam-eup
Haenam-eup (koreanska: 해남읍) är en köping i Sydkorea. Den är centralort i kommunen Haenam-gun i provinsen Södra Jeolla, i den södra delen av landet, 335 km söder om huvudstaden Seoul.